# تپه گل افرا
تپه گل افرا مربوط به دوران پیش از تاریخ ایران باستان -هزاره ۱ قبل از میلاد است و در شهرستان بندر گز، بخش مرکزی، ۱۵۰ متری شمال جاده آسفالته واقع شده و این اثر در تاریخ ۱۰ بهمن ۱۳۸۳ با شمارهٔ ثبت ۱۱۳۰۹ به‌عنوان یکی از آثار ملی ایران به ثبت رسیده است.